# Rebecca Munk Mortensen
Rebecca Munk Mortensen (født 1. november 2005) er en dansk tennisspiller, der repræsenterer KB.
Rebecca Munk viste gode takter som blot 14- og 15-årig, da hun blandt andet vandt en juniorturnering i Tyskland.
Hun debuterede på det danske kvindelandshold i april 2022, hvor hun spillede tre kampe mod henholdsvis Tyrkiet, Serbien og Ungarn (to double og en single).
Hun fik sit seniorgennembrud som blot 16-årig, da hun i august 2022 vandt ITF-turneringen på Frederiksberg efter sejr over canadieren Jessica Alsola. I samme turnering spillede hun også double sammen med Vilma Krebs Hyllested og nåede finalen, hvor parret dog tabte.
Hun nåede tredje runde i juniorrækken i Australian Open 2023, og i marts 2023 vandt hun en juniorturnering i Spanien. I april 2023 var hun igen med kvindelandsholdet til en stribe kampe, hvor Danmark netop undgik nedrykning fra gruppe 1 (Europa/Afrika).
Ved French Open 2023 nåede hun til kvartfinalen for juniorer, og ved Wimbledon samme år nåede hun ligeledes langt.